# Леррі Пло
Леррі Пло (англ. Larry Pleau, нар. 29 червня 1947, Лінн) — американський хокеїст, що грав на позиції центрального нападника. Грав за збірну команду США. Згодом — хокейний тренер.

## Ігрова кар'єра
Професійну хокейну кар'єру розпочав 1968 року.
Протягом професійної клубної ігрової кар'єри, що тривала 12 років, захищав кольори команд Нью-Інгланд Вейлерс, «Спрингфілд Індіанс», «Монреаль Канадієнс», «Нова Шотландія Вояжерс» та «Джерсі Девілс».
Виступав за збірну США.

## Статистика гравця
|                      | Сезони | І   | Г   | П   | О   | ШХ  |
| -------------------- | ------ | --- | --- | --- | --- | --- |
| НХЛ-Регулярний сезон | 3      | 97  | 9   | 15  | 24  | 22  |
| НХЛ-Плей-оф          | 1      | 4   | 0   | 0   | 0   | 0   |
| ВХА-Регулярний сезон | 7      | 468 | 157 | 215 | 372 | 180 |
| ВХА-Плей-оф          | 7      | 66  | 29  | 22  | 51  | 42  |

## Тренерська робота
1980 року розпочав тренерську роботу в НХЛ. Тренерська кар'єра обмежилася роботою з командою «Гартфорд Вейлерс».

## Нагороди та досягнення
- Володар Кубка Стенлі в складі «Монреаль Канадієнс» — 1971.
- Учасник матчу усіх зірок ВХА — 1973, 1974, 1975.
- Володар Кубка Стенлі в складі «Нью-Йорк Рейнджерс» — 1994 (як асистент генерального менеджера).
- Трофей Лестера Патрика — 2002.

## Тренерська статистика
| Команда            | Сезон   | Регулярний сезон | Регулярний сезон | Регулярний сезон | Регулярний сезон | Регулярний сезон | Регулярний сезон | Плей-оф                   |
| Команда            | Сезон   | І                | В                | П                | Н                | О                | Результат        | Результат                 |
| ------------------ | ------- | ---------------- | ---------------- | ---------------- | ---------------- | ---------------- | ---------------- | ------------------------- |
| «Гартфорд Вейлерс» | 1980–81 | 20               | 6                | 12               | 2                | 14               | 4-е в ДН         | не вийшли                 |
| «Гартфорд Вейлерс» | 1981–82 | 80               | 21               | 41               | 18               | 60               | 5-е у ДА         | не вийшли                 |
| «Гартфорд Вейлерс» | 1982–83 | 18               | 4                | 13               | 1                | 9                | 5-е у ДА         | (виконувач обов'язків)    |
| «Гартфорд Вейлерс» | 1987–88 | 26               | 13               | 13               | 0                | 26               | 4-е у ДА         | Поразка в першому раунді. |
| «Гартфорд Вейлерс» | 1988–89 | 80               | 37               | 38               | 5                | 79               | 4-е у ДА         | Поразка в першому раунді. |
| Усього             | Усього  | 224              | 81               | 117              | 26               |                  |                  |                           |